# Jonah Falcon
Jonah Adam Cardeli Falcon (sinh 29 tháng 7 năm 1970) là một diễn viên, nhà văn người Mỹ. Anh được nhiều người biết đến nhờ sở hữu dương vật lớn nhất thế giới, với chiều dài khi ở trạng thái thường là 22,86 cm và khi cương cứng đạt 34,29 cm.

## Đầu đời
Jonah Cardeli Falcon sinh năm 1970, mẹ anh là Cecilia Cardeli - một nhân viên bán hàng. Khi anh được 6 tuổi, mẹ anh quyết định đi tìm việc và gửi anh đến ở với ông bà ngoại tại Puerto Rico, anh đã sống tại đây 3 năm. Khi quay trờ về New York, mẹ anh gửi anh đến sống tại nhà trẻ Brooklyn, anh đã sống 3 năm tại đây. Falcon chia sẻ: "Tôi nghĩ lúc đó mẹ tôi không có đủ khả năng để nuôi tôi". Khi học lớp 5, dương vật của anh khi cương cứng đã dài tới 20 cm. Anh quan hệ tình dục lần đầu tiên khi 10 tuổi, với một cô gái 18 tuổi.
Khi 12 tuổi, Falcon theo học tại trường East Harlem. Vào năm lớp 7, chiều dài dương vật của anh lúc này khi cương cứng là 24 cm. Khi anh 15 tuổi, chiều dài dương vật đã đạt 26,5 cm. Sau đó anh theo học tại trường trung học Khoa học Bronx. Falcon tốt nghiệp năm 1988. Anh đã từng thừa nhận mình là một người lưỡng tính.

## Sự nghiệp
Sau khi tốt nghiệp trung học, Falcon quyết định muốn trở thành một diễn viên, nhà biên kịch nên anh đã theo học tại một trường đại học công lập.
Falcon đã xuất hiện trong Just My Luck trong vai Dean Cochran, anh cũng tham gia một số phim như Eddie, A Beautiful Mind, Death to Smoochy và The Good Shepherd. Anh đã phát hành một đĩa đơn cùng với Adam Bartra tên "It's too Big" Tháng 6 năm 2013, Falcon đã biểu diễn ca khúc cùng với Barta trong chương trình của Howard Stern.
Anh đã xuất hiện trong một số chương trình TV như Melrose Place, The Sopranos và Law & Order. Anh cũng đã tham gia bộ phim A Beautiful Mind trong vai một bệnh nhân tâm thần. Anh cũng là khách mời thường xuyên của chương trình The Howard Stern Show.

## Giải phẫu học
Falcon đã gây được sự chú ý của giới truyền thông sau khi xuất hiện trong bộ phim tài liệu của HBO Private Dicks: Men Exposed năm 1999. Rolling Stone đã viết một bài về Falcon vào tháng 6 năm 2003, cho biết chiều dài dương vật của anh khi ở trạng thái thường là 22,86 cm và khi cương cứng đạt 35,00 cm
Tháng 1 năm 2006, anh xuất hiện trong bộ phim tài liệu The World’s Largest Penis của Channel 4, truyền hình Anh. Tháng 4 năm 2011, anh xuất hiện trong seri phim tài liệu {strange}SEX, trong tập "Size Matters & Gender Bender".
Ngày 9 tháng 7 năm 2012, anh đã bị các nhân viên cơ quan an ninh hàng không sân bay quốc tế San Francisco chặn lại để khám xét vì họ nghi ngờ anh đang giấu vũ khí trong quần. Sau khi thực hiện hàng loạt biện pháp kiểm tra, kể cả rắc bột lên quần để thử phản ứng gây nổ, khám trực tiếp bằng tay, nhà chức trách kết luận, họ đã nhầm lẫn do bộ phận sinh dục cỡ lớn của Falcon.
Năm 2014, Falcon đã đồng ý tặng dương vật của mình cho Bảo tàng Dương vật Iceland sau khi chết.

## Đời tư
Từ năm 2003, Falcon sống cùng với mẹ anh và bà ngoại tại Chelsea, Manhattan. Trong một cuộc phỏng vấn năm 2003, Falcon tiết lộ mối quan hệ tình cảm dài nhất của anh với một người phụ nữ, kéo dài hơn một năm.